# Двайта-адвайта
Двайта-адвайта (dvaitadvaita, букв. «двойственность-в-недвойственности») — одна из школ философии вишнуитской веданты, соответствующая одной из четырёх признанных традиций бхакти — санакади-сампрадая. Сформировавшаяся под значительным влиянием вишишта-адвайты и в определенном смысле подготовившая становление двайта-веданты, двайта-адвайта предложила «симметричное» решение основной проблемы философии веданты — онтологического соотношения Божества (Брахман или Ишвара), душ (чит) и материи (ачит), что в итоге подготовило мировоззренческие измерения кришнаитского культа.

## Суть учения
Три «параметра бытия» — Брахман, чит и ачит не могут быть ни вполне идентичными (ибо, согласно двайта-адвайте, это противоречило бы ведийским текстам, в первую очередь упанишадам, ясно свидетельствующим об их различии), ни вполне различными, ибо это, во-первых, ограничивало бы божественную вездесущесть и, во-вторых, исключало бы возможность их реального взаимодействия. Участие в развёртывании мира такого относительно нереального начала, как авидья или майя адвайтистов, в двайта-адвайта решительно отвергается. Брахман-Ишвара не безличное мировое сознание, но персонифицированное Божество, тождественное Кришне и наделенное всезнанием, всемогуществом, вездесущестью и способностью быть конечной причиной сущего; он преображается и в духовные, и в материальные начала, не растворяясь ни в одном из них; помимо этого, он наделен всеми добродетелями и свободен от пороков. Брахман-Кришна, является не только инструментальной, но и материальной причиной мира, поскольку создает его одной своей волей (здесь нельзя не предположить влияние неиндуистских теистических религий). Души (дживы) имеют основание в нём, зависимы от него, бесчисленны и активны. Материальный мир имеет три начала — «неприродное» (апракрита), «природное» (пракрити) и время. Двайта-адвайта как бы дифференцирует два «режима» существования Божества — статический, или самотождественный, и динамический, или саморазделительный, который выявляется в его энергии, действии. Как и вишишта-адвайта, двайта-адвайта настаивает на том, что «путь познания» неосуществим без «пути богопочитания», который состоит в полной самоотдаче (прапатти) индивида милости Божества. Для обоснования доктрины тождества-различия трёх указанных начал двайта-адвайта прибегает к аналогиям: Брахман-Кришна, находится в таком же отношении к началам мира, как жизненная сила прана, реализующаяся в многообразных функциях чувственных способностей и ума-манаса, но сохраняющая при этом свою идентичность. По другому примеру, популярному в двайта-адвайта и отчасти заимствованному из образности «Шветашватара-упанишады», Брахман, создающий духовные и материальные начала, но остающийся «чистым» и «полным» в славе и силе, подобен пауку, который вытягивает паутину из собственного тела. В среде бхактов было популярно и истолкование миросозидания как спонтанной игры (лила) вечносовершенного и всеблаженного Вишну-Хари.

## История учения
Основателем двайта-адвайты был Нимбарка (XII—XIII вв.), брахман-вишнуит, происходивший, по легендам, либо из Намбапуры в южноиндийском государстве Майсур, либо из Матхуры, знаменитого северо-индийского центра кришнаизма. Ему приписывается семь сочинений, среди которых наиболее значительное «Ведантапариджата-саурабха» («Аромат небесного дерева веданты»), комментарий к «Брахма-сутрам». Ученик Нимбарки Шриниваса систематизировал его учение и комментировал его труды. Последователи же Шринивасы — Кешава Кашмири Бхатта (XVI в.), Пурушоттама Прасада (XVII в.), Мадхава Мукунда (XV в.), который предложил серьёзную разработку теории познания, прежде всего учения об источниках знания, а также Ванамали Мишра (XVIII в.) и др. сохранили целостность двайта-адвайты, защищая учение от нападок оппонентов. Они энергично полемизировали не только с адвайта-ведантой, но также с вишишта-адвайтой и бхеда-абхедой.